# Nukulaelae
Nukulaelae je jedním z devíti ostrovů tvořících ostrovní stát Tuvalu ležící v jižním Tichém oceánu. Při sčítání v roce 2002 měl 393 obyvatel.

## Historie
Ostrov byl osídlem lidmi ze sousedního ostrova Vaitipu. Roku 1860 žilo na ostrově přibližně 300 lidí. Křesťanství bylo poprvé představeno v roce 1861 trosečníkem z Cookových ostrovů Elekanou. V roce 1863 byly dvě třetiny obyvatel uneseny peruánskými otrokáři do fosfátových dolů na ostrovech Islas Chincha u pobřeží Peru. Nikdo z nich se více nevrátil. V roce 1892 kapitán Davis napočítal na ostrově pouhých 95 obyvatel.

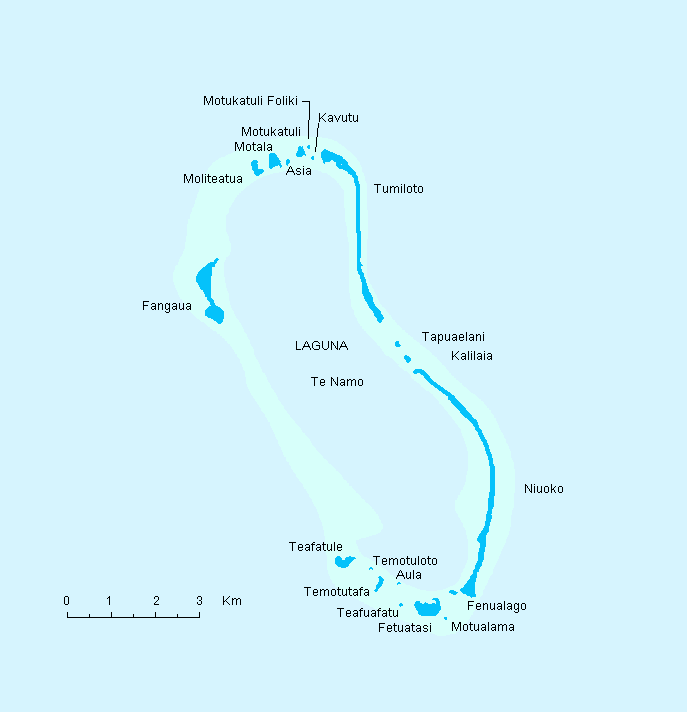
Mapa Nukulaelae

## Poloha a charakter území
Nukulaelae leží na jihovýchodě Tuvalu. Je to atol sestávající z devatenácti ostrůvků, s lagunou otevřenou do oceánu.
| - Asia - Aula - Fangaua - Fenualago | - Fetuatasi - Kalilaila - Kavutu - Motala | - Motualama - Motukatuli - Motukatuli Foliki - Muliteatua | - Niuoko - Tapuaelani - Teafatule - Teafuafatu | - Temotuloto - Temotutafa - Tumiloto |

## Legenda
Legenda říká že ostrov byl poprvé spatřen bílým mužem. Přišel sám, ale neusadil se zde neboť zde nebyly stromy a zem byla pustá.
Později, podle tradování, přišel jiný muž, Valoa z Vaitupu, který objevil Nukulaelae při své rybářské výpravě. Nezdržel se dlouho, ale vrátil se na Vaitupu pro kokosové ořechy které poté na Nukulaelae zasadil. Poté se tam vrátil ještě mnohokrát a pokaždé přivezl další ořechy k zasazení. Poté, když stromy začaly plodit ovoce, se zeptal náčelníka Vaitupu zda by se na Nukulaelae nemohl usadit.
Valou doprovodili jeho dva synové Moeva a Katuli a dcera Teaalo. Později na ostrov zaútočil válečník Takauapa z Funafuti a dva chlapce zabil v boji, ale Teaalo Byla ušetřena a později porodila dítě.

## Poštovní známky
Souostroví Tuvalu ve snaze zvýšit příjmy vydávalo jak poštovní známky, platící na všech svých atolech, tak od roku 1985 i známky pro každý atol zvlášť. Proto existují na filatelistickém trhu od tohoto roku i známky s názvem NUKULAELAE – TUVALU.